# Thereva rhomboidalis
Thereva rhomboidalis är en tvåvingeart som beskrevs av Krober 1912. Thereva rhomboidalis ingår i släktet Thereva och familjen stilettflugor. Inga underarter finns listade i Catalogue of Life.